# Jean-Baptiste Guiard de Servigné
 (février 2024).
Si vous disposez d'ouvrages ou d'articles de référence ou si vous connaissez des sites web de qualité traitant du thème abordé ici, merci de compléter l'article en donnant les références utiles à sa vérifiabilité et en les liant à la section « Notes et références ».
Pour les articles homonymes, voir Guiart.
Jean-Baptiste Guiart de Servigné est né en 1723 et meurt en 1780. C'est un avocat qui a publié sous pseudonyme et sans nom d'éditeur des ouvrages licencieux ou humoristiques. Pour Les Sonnettes il fut arrêté et un temps incarcéré en 1749.

## Publications
- Lettre à l'auteur de “Nanine” (1749)[2]
- Les Sonnettes, ou Mémoires de Monsieur le Marquis d'*** suivi de l'Histoire d'une comédienne, qui a quitté le spectable et de l'Origine des bijoux indiscrets : conte allobroge (1749)[3]
- Le Rhinocéros, poëme en prose divisé en six chants, par Mlle de *** (1750)[4]
- Félix, ou le Jeune amant et le vieux libertin, suivi de l'Assassin par amour (édition de 1804)[5]